# Fairmont (musicien)
Pour les articles homonymes, voir Fairmont.
Fairmont, de son vrai nom Jake Fairley, est un producteur de musique électronique originaire de Toronto au Canada.

## Biographie
La carrière de Fairmont débute fin des années 1990 lorsqu'il est repéré à l'occasion d'un live dans un bar de Toronto. Il sort des disques sous différents pseudonymes au début des années 2000 (Hands Gruber, Jard Fireburg...). Il sort ensuite des albums sur des labels réputés comme Traum Schallplatten et Border Community.
En 2012, il a fondé le label Beachcoma avec ses amis Metope et Pan/Tone.

## Discographie sélective

### Albums
- 2002 : Paper Stars (Traum Schallplatten)
- 2007 : Coloured In Memory (Border Community)
- 2012 : Automaton (My Favorite Robot Records)